# یواس‌اس پونتیاک (وای‌تی-۲۰)
یواس‌اس پونتیاک (وای‌تی-۲۰) (به انگلیسی: USS Pontiac (YT-20)) یک کشتی بود که طول آن 124' 4" بود.